# Блавацкий, Владимир Иванович
Владимир Иванович Блавацкий (укр. Володимир Іванович Блавацький  (настоящая фамилия — Трач) (15 ноября 1900, Косов, Галиция, Австро-Венгрия — 8 января 1953, Филадельфия, США) — украинский актёр, режиссёр, театровед и театральный деятель Галиции, а после эмиграции — Германии и США.

## Биография
Сын судьи из Коломыи.
Свою актёрскую карьеру начал в 1919 году в театре «Українська Бесіда» . В 1921—1924 году выступал в передвижной труппе И. Стадника во Львове и В. Демчишина. Был художественным руководителем Львовского театра «Людовый» . В 1927—1928 гг. выступал с труппой «Березиль» в Харькове, в 1928—1933 годах — актёр «Украинского народного театра им. Тобилевича», затем вернулся к работе в передвижных театрах Галиции. В 1933—1938 гг. Блавацкий организатор и художественный руководитель экспериментального "Украинского молодёжного театра «Заграва», а затем в 1938—1939 годах — Театра им. Ивана Котляревского, который в октябре 1939 года стал драмтеатром им. Леси Украинки во Львове. Модернизировал театральную эстетику галицкой сцены.
Был соучредителем, а затем художественным руководителем (1941—1943) Львовского оперного театра. Особая активность относится к периоду немецкой оккупации (1941—1943).
В 1944 году отправился в Германию. В 1945—1949 годах в эмиграции. В 1949 году переехал в США и поселился в Филадельфии. После войны возглавлял коллектив Украинского театра профессиональных актеров «Ансамбль украинских актёров» в Германии, а затем в США.
Был одновременно режиссёром-постановщиком и актёром спектаклей: «Гамлет» Шекспира, Кум, Мина Мазайло («Народный Малахий», «Мина Мазайло» Н. Кулиша), Мазепа «Батурин» по Б. Лепкому), Максим («Земля» по В. Стефанику), Христос («Голгофа» Г. Лужницкого), Иуда («Одержимая» и «На поле крови» Леси Украинка), Дальский («Триумф прокурора Дальского» К. Гупало), Креон («Антигона» Ж. Ануя), Асмут («Враг» Ю. Косача).
На сцене Львовского оперного театра впервые в истории украинского театра сыграл роль Гамлета по одноименной трагедии В. Шекспира (1943). Автор ряда театроведческих работ, воспоминаний о сотрудничестве с Лесем Курбасом.